# Liste der Baudenkmäler in Neuhaus an der Pegnitz
Auf dieser Seite sind die Baudenkmäler in dem mittelfränkischen Markt Neuhaus an der Pegnitz zusammengestellt. Diese Tabelle ist eine Teilliste der Liste der Baudenkmäler in Bayern. Grundlage ist die Bayerische Denkmalliste, die auf Basis des Bayerischen Denkmalschutzgesetzes vom 1. Oktober 1973 erstmals erstellt wurde und seither durch das Bayerische Landesamt für Denkmalpflege geführt wird. Die folgenden Angaben ersetzen nicht die rechtsverbindliche Auskunft der Denkmalschutzbehörde.
 Diese Liste gibt den Fortschreibungsstand vom 1. August 2018 wieder und enthält 33 Baudenkmäler.

## Baudenkmäler nach Gemeindeteilen

### Neuhaus
| Lage                                                                                | Objekt                                       | Beschreibung | Akten-Nr.     | Bild           |
| ----------------------------------------------------------------------------------- | -------------------------------------------- | --- | ------------- | -------------- |
| Bahnstrecke Nürnberg – Schirnding (bei Streckenkilometer 50,375) (Standort)         | Eisenbahnbrücke                              | Bestandteil der Fichtelgebirgsbahn, einfeldrige Eisenträgerbrücke über die Pegnitz mit genietetem, hängendem Fachwerk und einseitigen Vollwandträger, Widerlager aus Granitmauerwerk, 1877, 1899, Umbau 1927 | D-5-74-140-45 | weitere Bilder |
| Burgstraße 12; Burg Veldenstein; An der Burg (Standort)                             | Schloss Veldenstein                          | Bergfried, hoher, rechteckiger Steinquaderbau mit Walmdach, 13. Jahrhundert, in der inneren Burg; Grundmauern und Rundturm des inneren Rings, 1400–1433; äußerer Ring mit sechs Türmen 1476/79; vorgeschobene Befestigung mit Wehrgang, wohl letztes Viertel 15. Jahrhundert Zwinger, 1502/1503 Verwalterbau, zweigeschossiger Massivbau, 16. Jahrhundert Getreidekasten, 16. Jahrhundert, zum Herrenhaus umgebaut 1863 | D-5-74-140-2  | weitere Bilder |
| Friedhofstraße 5 (Standort)                                                         | Friedhofskapelle                             | Bruchsteinbau mit Dachreiter, 1951 von G. Stange Friedhofseinfriedung, Gitterzaun auf Natursteinsockel, um 1900, westliche Erweiterung auf Betonsockel, Anfang 20. Jahrhundert, östliche Friedhofsmauer mit Hauptportal, Bruchsteinmauerwerk, 1951 Südportal mit Bruchsteinpfeilern und Tor mit Strahlengitter, 1950er Jahre Grabmäler des 20. Jahrhunderts                                                             | D-5-74-140-27 | BW             |
| Hafnersberg 2 (Standort)                                                            | Wohn- und Geschäftshaus                      | Obergeschoss und Giebel Fachwerk zum Teil verputzt, Anfang 19. Jahrhundert | D-5-74-140-7  | weitere Bilder |
| Hafnersberg 4, an ehemaliger Brauerei Roßbacher (Standort)                          | Inschrift                                    | Bezeichnung „1752“ | D-5-74-140-6  | BW             |
| Hafnersberg 7 (Standort)                                                            | Handwerkerhaus                               | Schmaler Satteldachbau mit Fachwerkobergeschoss, erste Hälfte 19. Jahrhundert | D-5-74-140-4  | BW             |
| Kirchengasse 2 (Standort)                                                           | Katholische Pfarrkirche Sankt Peter und Paul | Langhaus 1765, Chorturm im Kern 1494; mit Ausstattung; Kirchhofbefestigung, Kalkstein, wohl 18. Jahrhundert | D-5-74-140-8  | weitere Bilder |
| Marktplatz 3, am Gasthaus (Standort)                                                | Inschrift                                    | Bezeichnung „1792“ | D-5-74-140-9  | BW             |
| Marktplatz 8 (Standort)                                                             | Ehemaliger Kastnerhof                        | Im Kern 16./17. Jahrhundert, nach Kriegsschäden erneuert | D-5-74-140-10 | BW             |
| Mühlgäßlein 1 (Standort)                                                            | Ehemalige Mühle                              | Wohnstallhaus, Obergeschoss und Giebel mit Fachwerk, verputzt, 18. Jahrhundert | D-5-74-140-11 | weitere Bilder |
| Mühlgäßlein 2 (Standort)                                                            | Wohnhaus mit ehemaliger Mühle                | zweigeschossiger, traufseitiger Massivbau mit Satteldach, Ecklisenen und Gesimsgliederung, 18./1. Viertel 19. Jh. | D-5-74-140-52 | BW             |
| Plecher Straße 2 (Standort)                                                         | Brauereigasthof                              | Ehem. Brauereigasthof, malerischer, zweigeschossiger Satteldachbau mit Schopfwalm, Schleppgauben und Fachwerkgiebel, hoch aufragender Massivbau auf Hausteinsockelgeschoss, mit Vorhalle, dreiseitigem Fassadenerker und halbrundem Treppenhausturm, von Joachim Lämmle, Bayerische Bauhütte in Nürnberg, 1908/09. | D-5-74-140-39 | weitere Bilder |
| Neudeck; Vogelherd (Standort)                                                       | Sogenannte Karlskapelle                      | Kleiner Satteldachbau mit Kreuzgratgewölbe, bezeichnet „1817“ | D-5-74-140-41 | BW             |
| Schrottbühl (Standort)                                                              | Sogenannte Führlbeckkapelle                  | Kleiner Satteldachbau mit Putzgliederung, bezeichnet „1911“, rückwärtig bezeichnet „1789“ | D-5-74-140-40 | weitere Bilder |
| Unterer Markt, in neu aufgemauerter Nische an der Pegnitzbrücke von 1976 (Standort) | Nepomukfigur                                 | Wohl 18. Jahrhundert | D-5-74-140-13 | weitere Bilder |

### Hammerschrott
| Lage                                                                      | Objekt                           | Beschreibung | Akten-Nr.     | Bild           |
| ------------------------------------------------------------------------- | -------------------------------- | --- | ------------- | -------------- |
| In Hammerschrott (Standort)                                               | Katholische Ortskapelle          | Barockisierender Neubau von 1928, mit Dachreiter, bezeichnet „1774“ und „1928“; mit Ausstattung von 1774                                                                         | D-5-74-140-25 | weitere Bilder |
| Bahnstrecke Nürnberg – Schirnding (bei Streckenkilometer 51,6) (Standort) | Eisenbahnbrücke über die Pegnitz | Bestandteil der Fichtelgebirgsbahn, einfeldrige Eisenträgerbrücke mit einseitigem genietetem Vollwandträger, Widerlager aus Granitmauerwerk, 1877, 1899, Umbau bezeichnet „1927“ | D-5-74-140-49 | weitere Bilder |

### Höfen
| Lage                | Objekt                           | Beschreibung                                                                                     | Akten-Nr.     | Bild |
| ------------------- | -------------------------------- | ------------------------------------------------------------------------------------------------ | ------------- | ---- |
| Höfen 23 (Standort) | Marter                           | Vierkantschaft (Kalkstein), bezeichnet „1786“, teilerneuert im 19. Jahrhundert; in der Ortsmitte | D-5-74-140-21 | BW   |
| Höfen 48 (Standort) | Ehemaliges Wohnstallhaus         | Eingeschossiger Steilsatteldachbau mit Fachwerkgiebel, 18. Jahrhundert                           | D-5-74-140-16 | BW   |
| Höfen 61 (Standort) | Scheune                          | Fachwerkbau mit Satteldach und stirnseitiger Toreinfahrt, zweite Hälfte 18. Jahrhundert          | D-5-74-140-26 | BW   |
| In Höfen (Standort) | Katholische Kapelle Sankt Johann | Schlichter massiver Bau, 1925/26; mit Ausstattung                                                | D-5-74-140-15 | BW   |

### Krottensee
| Lage                                                                       | Objekt                                                                               | Beschreibung | Akten-Nr.     | Bild                                                       |
| -------------------------------------------------------------------------- | ------------------------------------------------------------------------------------ | --- | ------------- | ---------------------------------------------------------- |
| Bei der Maulkapelle, auf Anhöhe zwischen Neuhaus und Krottensee (Standort) | Feldkapelle                                                                          | Kleiner rechteckiger Satteldachbau, gewölbter Innenraum mit eingezogener Altarnische, wohl 18. Jahrhundert; mit Ausstattung | D-5-74-140-29 | weitere Bilder                                             |
| In Krottensee (Standort)                                                   | Gedenkstein zur Erinnerung an den Spanischen Erbfolgekrieg                           | Obeliskartige Stele mit Inschriftentafel, um 1900                                                                           | D-5-74-140-43 | Gedenkstein zur Erinnerung an den Spanischen Erbfolgekrieg |
| In Krottensee, im Ort an der Durchgangsstraße (Standort)                   | Wegkapelle                                                                           | Kleiner Satteldachbau mit gewölbtem Innenraum, wohl 18. Jahrhundert                                                         | D-5-74-140-30 | BW                                                         |
| In Krottensee, neben Haus Nummer 50 (Standort)                             | Sogenanntes Deutschmeister-Denkmal, Kriegergedächtnisstätte für den Ersten Weltkrieg | Um 1925 | D-5-74-140-31 | BW                                                         |
| Krottensee 6 (Standort)                                                    | Neugotisches Kreuz auf Stele                                                         | Bezeichnet „1839“ | D-5-74-140-33 | weitere Bilder                                             |
| Krottensee 50 (Standort)                                                   | Ehemaliges Schulhaus                                                                 | Zweigeschossiger Satteldachbau mit Kniestock, spätklassizistisch, um 1880                                                   | D-5-74-140-28 | BW                                                         |

### Rothenbruck
| Lage                                                                        | Objekt          | Beschreibung | Akten-Nr.     | Bild           |
| --------------------------------------------------------------------------- | --------------- | --- | ------------- | -------------- |
| Bahnstrecke Nürnberg – Schirnding (bei Streckenkilometer 49,951) (Standort) | Eisenbahnbrücke | Bestandteil der Fichtelgebirgsbahn, Eisenträgerbrücke über die Pegnitz mit genietetem, hängendem Fachwerk und einseitigen Vollwandträger, Widerlager aus Granitmauerwerk, 1877, 1899, Umbau um 1930 | D-5-74-140-44 | weitere Bilder |

### Ziegelhütte
| Lage                      | Objekt                         | Beschreibung                                                                  | Akten-Nr.     | Bild           |
| ------------------------- | ------------------------------ | ----------------------------------------------------------------------------- | ------------- | -------------- |
| Auf der Pfürch (Standort) | Sogenannte Nagelschmiedkapelle | Kleiner Satteldachbau mit Kreuzgratgewölbe und Altarnische, bezeichnet „1776“ | D-5-74-140-42 | weitere Bilder |

### Keinem Gemeindeteil zugeordnet
| Lage                                                                        | Objekt          | Beschreibung | Akten-Nr.     | Bild           |
| --------------------------------------------------------------------------- | --------------- | --- | ------------- | -------------- |
| Bahnstrecke Nürnberg – Schirnding (bei Streckenkilometer 59,682) (Standort) | Eisenbahnbrücke | Bestandteil der Fichtelgebirgsbahn, einfeldrige Eisenträgerbrücke über die Pegnitz mit genietetem, hängendem Fachwerk und einseitigem Vollwandträger, Widerlager aus Granitmauerwerk, 1877, 1899, Umbau um 1930 | D-5-74-140-46 | weitere Bilder |
| Bahnstrecke Nürnberg – Schirnding (bei Streckenkilometer 60,758) (Standort) | Eisenbahnbrücke | Bestandteil der Fichtelgebirgsbahn, Eisenträgerbrücke über die Pegnitz mit genieteten Vollwandträgern, Widerlager und Auflager aus Granitmauerwerk, 1877, 1899, Umbau 1928                                      | D-5-74-140-48 | weitere Bilder |

## Ehemalige Baudenkmäler
In diesem Abschnitt sind Objekte aufgeführt, die früher einmal in der Denkmalliste eingetragen waren, jetzt aber nicht mehr. Objekte, die in anderem Zusammenhang – also z. B. als Teil eines Baudenkmals – weiter eingetragen sind, sollen hier nicht aufgeführt werden. Aktennummern in diesem Abschnitt sind ehemalige, jetzt nicht mehr gültige Aktennummern.

| Lage                      | Objekt                   | Beschreibung                                                                     | Akten-Nr.     | Bild |
| ------------------------- | ------------------------ | -------------------------------------------------------------------------------- | ------------- | ---- |
| Höfen Höfen 20 (Standort) | Ehemaliges Wohnstallhaus | Zweigeschossiger Satteldachbau mit Fachwerkgiebel, im Kern von 1784 (bezeichnet) | D-5-74-140-17 | BW   |
| Höfen Höfen 23 (Standort) | Scheune                  | Fachwerkbau, 18. Jahrhundert                                                     | D-5-74-140-37 | BW   |

## Abgegangene Baudenkmäler
In diesem Abschnitt sind Objekte aufgeführt, die früher einmal in der Denkmalliste eingetragen waren, jetzt aber nicht mehr existieren, z. B. weil sie abgebrochen wurden. Aktennummern in diesem Abschnitt sind ehemalige, jetzt nicht mehr gültige Aktennummern.

| Lage                                                                        | Objekt          | Beschreibung | Akten-Nr.     | Bild           |
| --------------------------------------------------------------------------- | --------------- | --- | ------------- | -------------- |
| Bahnstrecke Nürnberg – Schirnding (bei Streckenkilometer 60,119) (Standort) | Eisenbahnbrücke | Bestandteil der Fichtelgebirgsbahn, Eisenträgerbrücke über die Pegnitz mit genietetem, hängendem Fachwerk und einseitigen Vollwandträger, Widerlager aus Granitmauerwerk, 1877, 1899, Umbau um 1930. Die Brücke wurde 2021 durch einen Neubau ersetzt. | D-5-74-140-47 | weitere Bilder |